# Entedononecremnus tripar
Entedononecremnus tripar är en stekelart som beskrevs av Christer Hansson och Lasalle 2003. Entedononecremnus tripar ingår i släktet Entedononecremnus och familjen finglanssteklar.
Artens utbredningsområde är:
- Colombia.
- Costa Rica.

Inga underarter finns listade i Catalogue of Life.